# Elezioni presidenziali in Guinea-Bissau del 2009
Le elezioni presidenziali in Guinea-Bissau del 2009 si tennero il 28 giugno (primo turno) e il 26 luglio (secondo turno).

## Risultati
| Candidati            | Partiti                                                          | I turno | I turno | II turno | II turno |
| Candidati            | Partiti                                                          | Voti    | %       | Voti     | %        |
| -------------------- | ---------------------------------------------------------------- | ------- | ------- | -------- | -------- |
| Malam Bacai Sanhá    | Partito Africano per l'Indipendenza della Guinea e di Capo Verde | 133 786 | 39,59   | 224 259  | 63,31    |
| Kumba Ialá           | Partito del Rinnovamento Sociale                                 | 99 428  | 29,42   | 129 973  | 36,69    |
| Henrique Rosa        | Indipendente                                                     | 81 751  | 24,19   |          |          |
| Mamadú Iaia Djaló    | Partito della Nuova Democrazia                                   | 10 495  | 3,11    |          |          |
| João Gomes Cardoso   | Indipendente                                                     | 4 115   | 1,22    |          |          |
| Serifo Baldé         | Partito Giovane                                                  | 1 794   | 0,53    |          |          |
| Aregado Mantenque Té | Partito dei Lavoratori                                           | 1 736   | 0,51    |          |          |
| Ibraima Djaló        | Indipendente                                                     | 1 489   | 0,44    |          |          |
| Zinha Vaz Turpin     | Unione Patriottica Guineana                                      | 1 219   | 0,36    |          |          |
| Luís Nancassa        | Indipendente                                                     | 1 195   | 0,35    |          |          |
| Paulo Mendonça       | Indipendente                                                     | 949     | 0,28    |          |          |
| Totale               | Totale                                                           | 337 957 | 100     | 354 232  | 100      |